# خيرتروده من ساكسونيا
خيرتروده من ساكسونيا (بالألمانية: Gertrud von Sachsen)‏ (ق. 1030 – 4 أغسطس، 1113)، تعرف أيضاً باسم خيرتروده من بيلونج، كانت الكونتيسة هولندا، والقرينة الكونتيس الفلاندرز عن طريق الزواج. كانت حاكمة هولندا خلال وصايتها على ابنها القاصر.